# Danus
Danus o Dan según Saxo Grammaticus en su Gesta Danorum fue uno de los primeros reyes legendarios de la protohistoria de Dinamarca durante los primeros siglos de la Era cristiana. Dice la leyenda que Dan es el patriarca de la nación danesa como su hermano Angul lo fue de los anglos. Danus casó con una matriarca muy reverenciada entre los teutones, Grytha quien le dio dos hijos Humblus y Lotherus, ambos también reyes legendarios.

## Chronicon Lethrense
En el Chronicon Lethrense (siglo XII), menciona un rey de Gamla Uppsala que tuvo tres hijos llamados, Dan, Nori y Östen. Dan gobernó Dinamarca, Nori gobernó Noruega, y Östen a los suecos.

## Saga Skjöldunga
La saga Skjöldunga de Arngrímur Jónsson (1597), menciona a Rigus (una forma terrenal de Heimdal) que tuvo un hijo llamado Dan (Danum) y cuyos súbditos se llamaban daneses.

## Rígsþula
El poema Rígsþula menciona al mismo Rigus (aquí Rígr), padre de Ríg-Jarl. Ríg-Jarl tuvo once hijos, el más joven llamado Kon ung. Un día, mientras cazaba y capturaba aves, un cuervo le habló y sugirió que ganaría más ir tras de los hombres, alabando las riquezas de "Dan y Danp", presuntamente dos de sus hermanos mayores.

## Saga Ynglinga
En la saga Ynglinga de Snorri Sturluson (siglo XIII) cita al rey Dyggvi de Suecia, cuya esposa era la hija del rey Danp, hijo de Rig, nombrado “rey” (nórdico antiguo: konungr) y hermana de Dan Mikillati, de quien Dinamarca tomó su nombre.